# HD 88133
HD 88133 è una stella di magnitude 8, nella costellazione del Leone. È classificata come una stella subgigante gialla con un tipo spettrale G5IV. Essa è leggermente più massiccia e luminosa del nostro Sole. Come da subgigante, la stella ha lasciato la sequenza principale ed ha iniziato ad evolvere verso gigante rossa. Situata ad una distanza di 264 anni luce dalla Terra non è nelle nostre immediate vicinanze, e quindi, non è visibile ad occhio nudo. Invece con un piccolo telescopio dovrebbe essere facilmente osservabile.
Nel 2004 è stato scoperto un pianeta extrasolare orbitare la stella.
| Pianeta | Massa             | Periodo orb.             | Sem. maggiore      | Eccentricità  |
| ------- | ----------------- | ------------------------ | ------------------ | ------------- |
| b       | >0.229 ± 0.033 MJ | 3.41587 ± 0.00059 giorni | 0.0472 ± 0.0027 UA | 0.133 ± 0.072 |